# National Organization for Women
NOW, acrônimo de National Organization of Women (em português, 'Organização Nacional de Mulheres'), é uma entidade feminista estadunidense fundada em 1966, por Pauli Murray e Betty Friedan, entre outras, com o objetivo lutar pelos direitos femininos e promover a igualdade de gênero.  A organização tem  550 capítulos distribuídos por todos os 50 estados americanos e no Distrito de Columbia.
Uma de suas principais lutas é pela aprovação da emenda da igualdade de direitos (Equal Rights Amendment, ERA), que garante às mulheres americanas direitos iguais aos dos homens. Apesar dos esforços da NOW, a emenda ainda não foi ratificada. Entretanto, a organização continua pressionando o congresso em sucessivas legislaturas, além de se manifestar através da mídia, em favor da aprovação da emenda.
Seus objetivos atuais são a luta política para a participação das mulheres em todos os setores da sociedade e a implementação de ideias feministas, como o fim da violência contra mulheres, garantir a igualdade de tratamento declarada na Constituição, defesa dos direitos das lésbicas, promoção da diversidade e combate ao racismo.